# Битва при Фермопілах
Фермопільська (Термопільська) битва  — героїчна оборона греками у 480 р. до н. е. Фермопільського гірського проходу від перської армії царя Ксеркса, яка вторглася в Грецію й зайняла Фесалію під час греко-перської війни. Фермопіли (Термопіли) — вузький прохід недалеко від міста Ламія (грец. Λαμία) в Греції, між Фесалією й Локридою, поблизу Малійської затоки (грец. Μαλιακός κόλπος). Битву згадували відомі давньогрецькі історики Геродот, Діодор і Ктесій.

## Опис битви
Фермопільський прохід обороняли об'єднані війська греків у 500-449 рр. до н. е., а на час битви ними керував спартанський цар Леонід на чолі ядра із 300 спартанців. Чотири дні Ксеркс вичікував біля самого проходу, а потім розпочав наступ, під час якого почергово змінював по-різному озброєні військові загони. Після двох днів запеклої боротьби персам не вдалося пройти ущелиною, захищеною муром та армією греків, що мала 5 920 воїнів. Згідно із твердженнями Геродота війська персів налічували 1,7—2,6 млн воїнів, проте сучасні вчені вважають, що це число становить близько 200 тисяч.
У битві обидві сторони зазнали великих втрат. Персам удалося нарешті подолати оборону після того, як обійшли прохід гірськими стежками, що вказав зрадник Ефіальт. За цей час Леонід відпустив 1 200 гоплітів і залишив лише 300 воїнів (за іншими даними залишилося ще 200 чи 1100 воїнів із ближніх міст, а також ілоти). Греків про обхідний наступ попередили бігуни фокійців, які обороняли стежку, але були відтіснені персами та перебіжчиком Тіррастіадом. Цар загинув разом із воїнами. Геродот також стверджує, що в полон здалися фіванці, проте вчені вважають це наклепом, адже праця Геродота створена в час міжусобиць Фів та Афін.
Відповідно до деяких джерел із 300 спартанців залишилися живими два воїни: поранений і залишений у таборі Арістодем та відісланий гонець Пантит. Але вдома на них чекала ганьба, через що перший відважно боровся в битві в Платеях, спокутуючи провину, а другий — повісився. Із персів загинули брати Ксеркса, Аброком та Гіперанф. Діодор описує останню сутичку як нічний напад спартанців на табір персів. Найбільше серед воїнів Леоніда відзначилися Дієнек, Дифірамб та брати Алфей і Марон. Перси в цій битві втратили близько 20 тис., греки — приблизно 4 тис. воїнів, 400 із яких потрапили в полон. Після бою Ксеркс знайшов тіло Леоніда й наказав відрубати йому голову та насадити на кіл. Тіло царя було перепоховане через 40 років у Спарті, на його честь через 600 років почали проводити змагання. Імена загиблих воїнів викарбувано на плиті, а на місці битви встановлено камінь з епітафією Сімоніда Кеоського: «Подорожній, коли ти прийдеш у Спарту, перекажи лакедемонянам, що ми полягли тут, вірні їхньому наказові». Зрадник Ефіальт загинув від руки родича під час суперечки.

## У культурі
- Фрагмент епітафії на камені у Фермопілах взяв як назву для свого оповідання «Подорожній, коли ти прийдеш у Спа...» Генріх Белль (1917–1985).
- 300 спартанців — історичний фільм 1962 року з елементами мелодрами.
- 300 спартанців — фільм 2007 року, заснований на графічній новелі Френка Міллера з низькою історичною правдивістю. Зокрема, Фермопільський прохід показаний як гірська ущелина, тоді як він йде берегом моря, відділяючи його від гір.[джерело?]